# Sandracottus (insecto)
Sandracottus es un género de coleópteros adéfagos  de la familia Dytiscidae. Generalmente miden 1 a 1.5 cm y suelen tener marcas características. Se encuentran en el sur de Asia, Japón y Australia.

## Especies
- Sandracottus angulifer	Heller 1934
- Sandracottus bakewelli	(Clark 1864)
- Sandracottus bizonatus
- Sandracottus dejeani
- Sandracottus festivus
- Sandracottus guerini	Balfour-Browne 1939
- Sandracottus guttatus	Sharp 1882
- Sandracottus hunteri	Crotch
- Sandracottus jaechi	Wewalka & Vazirani 1985
- Sandracottus maculatus (Wehncke, 1876)
- Sandracottus manipurensis	Vazirani 1968
- Sandracottus mixtus (Blanchard, 1843)
- Sandracottus nauticus
- Sandracottus ornatus
- Sandracottus palawanensis	Sato 1979
- Sandracottus rotundus
- Sandracottus vijayakumari Anand et al., 2021